# Спријана
Спријана (итал. Spriana) је насеље у Италији у округу Сондрио, региону Ломбардија.
Према процени из 2011. у насељу је живело 86 становника. Насеље се налази на надморској висини од 745 м.

## Становништво
Према резултатима пописа становништва 2011. у општини је живело 101 становника.
| 1931. | 1936. | 1951. | 1961. | 1971. | 1981. | 1991. | 2001. | 2011. |
| ----- | ----- | ----- | ----- | ----- | ----- | ----- | ----- | ----- |
| 887   | 877   | 778   | 490   | 292   | 177   | 156   | 117   | 101   |